# Полициклическая группа
Полициклическая группа ― группа, обладающая полициклическим рядом, то есть субнормальным рядом с циклическими факторами. Эквивалентно, полициклическая группа — это разрешимая группа, являющаяся одновременно нётеровой.

## Свойства
- Любая подгруппа или факторгруппа полициклической группы является полициклической; также и расширение полициклической группы при помощи некоторой полициклической группы является полициклическим.
- Число бесконечных факторов в любом полициклическом ряде ― инвариант полициклической группы (полициклический ранг).
- Любая полициклическая группа изоморфно вкладывается в группу матриц над кольцом целых чисел; это позволяет применять в теории полициклических групп методы алгебраической геометрии, теории чисел в {\displaystyle p}-адического анализа.
- Во всякой группе произведение двух локально полициклических[уточнить] нормальных подгрупп ― локально полициклическая подгруппа.